# Super Puzzle Bobble
Super Puzzle Bobble (スーパーパズルボブル?, Sūpā Pazuru Boburu), pubblicato come Super Bust-A-Move in Europa ed in Nord America, è un videogioco rompicapo della serie Puzzle Bobble, sviluppato da Taito e pubblicato da Acclaim Entertainment il 15 dicembre 2000 per PlayStation 2 e Microsoft Windows. In seguito è stato convertito per la console portatile Game Boy Advance il 30 novembre 2001 ad opera di Altron dove nel paese nipponico ha assunto il nome di Super Puzzle Bobble Advance (スーパーパズルボブルアドバンス?, Sūpā Pazuru Boburu Adobansu). 
Super Puzzle Bobble uscì anche su GameCube nel 2003, rispettivamente con i titoli: Super Puzzle Bobble All-Stars (in Giappone), Bust-A-Move All-Stars (in Nord America) e Bust-A-Move 3000 (in Europa). Tale versione presenta tutte le caratteristiche dell'originale con l'aggiunta di nuovi sfondi, di una colonna sonora remixata e l'aumento del numero di giocatori possibili nella modalità multigiocatore, il quale è stato portato ad un massimo di quattro in split screen.
Nel 2004 fu ripubblicato in Giappone per PlayStation 2 con il titolo The Super Puzzle Bobble DX (THE スーパーパズルボブルDX?, THE Sūpā Pazuru Boburu DX), assieme al sequel Super Puzzle Bobble 2, questa ulteriore riedizione fa parte di una linea di titoli a basso budget denominata "Simple 2000 Series", un'esclusiva per il mercato giapponese. Questa compilation presenta alcuni miglioramenti grafici rispetto all'edizione originale uscita quattro anni prima.

## Modalità di gioco
Lo stile di gioco di Super Puzzle Bobble è essenzialmente il medesimo utilizzato nel corso della serie ma con l'introduzione di nuovi personaggi, i quali vanno a sostituire i precedenti apparsi fino a Puzzle Bobble 4 tranne per i draghetti Bub e Bob, che compaiono come assistenti dei contendenti che si confronteranno. Nel videogioco sono presenti quattro modalità differenti: giocatore singolo, allenamento, sfida contro il computer e tra due giocatori.

## Accoglienza
| Testata                          | Versione | Giudizio |
| -------------------------------- | -------- | -------- |
| Metacritic (media al 18-03-2020) | PS2      | 75/100   |
| GameSpot                         | PS2      | 5.4/10   |

Ryan Davis di GameSpot affermò che il gioco aveva la miglior grafica e il miglior sonoro della serie, "con una straordinaria grafica 2D nitida e una buona dose di splendore visivo", ma trovando lo stile di gioco una delusione commentandolo come "incredibilmente spogliato" rispetto agli altri titoli "il quale non porta praticamente nulla di nuovo al franchise" e manca di molte caratteristiche di Puzzle Bobble 4, uscito l'anno precedente.
La redazione di Gamesurf lo trovò come l'ennesima variazione sul tema del classico gioco rompicapo della Taito, un gioco che riesce ad unire la semplicità, la velocità e il divertimento, nonostante l'apparente banalità iniziale, che viene eliminata dopo poche partite facendo diventare il tutto intrigante.
Multiplayer.it nella propria recensione descrisse i punti di forza del titolo quali: un'ottima realizzazione tecnica, la giocabilità alle stelle ed una grande longevità, soprattutto in coppia, consigliandolo a chiunque, mentre per quelli meno amanti dei rompicapo suggerì l'acquisto della versione Platinum di Puzzle Bobble 2, da loro considerato sempre estremamente valido.
Nella guida all'acquisto per i videogiochi per PlayStation 2, inserto di PlayStation 2 Magazine Ufficiale, lo descrisse come un gioco che non sfrutta la potenza della console ma che riesce a migliorare la formula dell'originale, trovando decisamente piacevole la grafica, alcune aggiunte molto gradite, il comparto sonoro nulla di speciale e tutta la giocabilità dell'originale con un po' di difficoltà in più.

## Sequel
Nel 2002 fu annunciato un seguito di Super Puzzle Bobble intitolato Super Puzzle Bobble 2, uscito nel corso del medesimo anno per PlayStation 2 e previsto originariamente anche per GameCube ma successivamente la versione per quest'ultima console fu poi cancellata. Tale sequel presenta un maggior numero di modalità di gioco e una grafica migliore.